# DeBarge
I DeBarge (anche noti come The DeBarges o The DeBarge Family) sono stati un gruppo musicale statunitense composto da diversi membri della stessa famiglia, appunto i DeBarge. L'attività del gruppo, originario di Grand Rapids (Michigan), è compresa tra il 1979 ed il 1989.

## Membri
- Etterlene "Bunny" DeBarge – voce (1979–1986)
- Eldra "El" DeBarge – voce, piano/tastiera (1979–1986)
- Mark "Marty" DeBarge – voce, tromba, sassofono (1979–1989)
- William "Randy" DeBarge – voce, basso (1979–1989)
- James DeBarge – voce, piano/tastiera (1982–1989)
- Robert "Bobby" DeBarge Jr. – voce, piano/tastiera, batteria (1987–1989)
- Jonathan "Chico" DeBarge – voce, piano/tastiera (1988–1989)

## Discografia

### Album in studio
- 1981 – The DeBarges
- 1982 – All This Love
- 1983 – In a Special Way
- 1985 – Rhythm of the Night
- 1987 – Bad Boys
- 1991 – Back on Track

### Raccolte
- 1986 – Greatest Hits
- 1997 – The Ultimate Collection
- 2000 – 20th Century Masters – The Millennium Collection: The Best of DeBarge
- 2008 – The Definitive Collection
- 2011 – Time Will Reveal: The Complete Motown Album